# Receptor 5-HT1A

Schemat białka ludzkiego receptora 5-HT_{1A}

Receptor 5-HT1A, receptor serotoninowy 1A – białko przezbłonowe kodowane u człowieka genem HTR1A w locus chromosomowym 5q12.3, należące do rodziny receptorów serotoninowych. Aktywacja receptora 5-HT1A jest mechanizmem działania leków przeciwdepresyjnych, przeciwlękowych i przeciwpsychotycznych.

## Funkcja
Gen HTR1A koduje wielokrotnie przechodzące przez błonę komórkową białko przezbłonowe pełniące funkcję receptora serotoniny (5-hydroksytryptaminy) sprzężonego z białkiem G, którego pobudzenie obniża komórkowy poziom cAMP dzięki białkom Gi i Go.

## Rozmieszczenie
Receptor 5-HT1A występuje w wielu strukturach ośrodkowego układu nerwowego: w korze mózgowej, hipokampie, przegrodzie przezroczystej, ciele migdałowatym i jądrach szwu. Mniej gęsto rozmieszczony jest w neuronach jąder podstawy i wzgórza. Receptory 5-HT1A w jądrach szwu są głównie autoreceptorami, w innych strukturach mózgowia są receptorami postsynaptycznymi. Receptory 5-HT1A rozmieszczone są nie tylko na neuronach, ale również na astrocytach i innych komórkach glejowych.

## Znaczenie w psychofarmakologii
Działanie na presynaptyczne i postsynaptyczne receptory 5-HT1A jest postulowanym mechanizmem szeregu substancji stosowanych jako leki.

### Zaburzenia lękowe
Uważa się, że receptor 5-HT1A odgrywa rolę w mechanizmach powstawania lęku. Myszy z wyłączonym genem dla 5-HT1A są zwierzęcym modelem zachowań lękowych. Podwyższony poziom lęku u tych myszy nie jest redukowany przez leki hamujące wychwyt zwrotny serotoniny. Nadmierna ekspresja genu Htr1a u myszy skutkuje zmniejszeniem poziomu lęku u dorosłych myszy. Buspiron ma działanie przeciwlękowe, wiązane z pełnym agonizmem wobec presynaptycznych receptorów 5-HT1A (hamuje nadmierną aktywność neuronów serotoninergicznych) oraz częściowym agonizmem wobec postsynaptycznych receptorów 5-HT1A w hipokampie i korze mózgowej.

### Zaburzenia nastroju
Dysfunkcja receptorów 5-HT1A odgrywa rolę w patogenezie dużej depresji. Wszystkie metody leczenia depresji o udokumentowanej skuteczności (w tym różne klasy leków przeciwdepresyjnych i elektrowstrząsy) pośrednio lub bezpośrednio wpływają na aktywację receptorów 5-HT1A. U osób z depresją które popełniły samobójstwo stwierdzono zwiększoną ilość receptorów presynaptycznych 5-HT1A w jądrach szwu. W badaniach PET wykazano zmniejszony potencjał wiązania receptora 5-HT1A w grzbietowym jądrze szwu, przyśrodkowej części kory przedczołowej (mPFC), ciele migdałowatym i hipokampie. Jeden z nowszych leków przeciwdepresyjnych, wilazodon, wywiera swoje działanie przez hamowanie wychwytu zwrotnego serotoniny i częściowy agonizm wobec receptorów 5-HT1A. Częściowy agonizm wobec receptorów 5-HT1A jest też jednym z mechanizmów działania wortioksetyny. Flibanseryna, agonista 5-HT1A i antagonista 5-HT2A, nie ma działania przeciwdepresyjnego, została natomiast zarejestrowana do leczenia zaburzeń libido u kobiet.

### Zaburzenia psychotyczne
Nowsze leki przeciwpsychotyczne (neuroleptyki), stosowane w leczeniu schizofrenii i innych psychoz, oprócz antagonizmu wobec receptorów D2 często mają powinowactwo do receptorów 5-HT1A. Uważa się, że zrównoważony agonizm 5-HT1A i antagonizm D2 może odpowiadać za ich skuteczność. Do neuroleptyków działających na receptory 5-HT1A zalicza się klozapina, ziprasidon, arypiprazol, brekspiprazol i kariprazyna.

## Pełne agonisty
- 8-OH-DPAT
- alnespiron
- befiradol
- eptapiron
- F-15,599[15]
- flibanseryna[16]
- repinotan
- serotonina
- U-92,016-A
- kannabidiol[17][18]

## Częściowe agonisty
- 5-MeO-DMT
- amfetamina
- arypiprazol
- asenapina
- bifeprunoks
- brekspiprazol
- buspiron
- etoperidon
- kariprazyna
- klozapina
- norkwetiapina
- LSD
- lurazidon
- MDMA
- naluzotan[19]
- osemozotan (MN-305)
- psylocybina
- SB-649,915
- tandospiron
- trazodon
- VPI-013
- wilazodon
- wortioksetyna
- ziprasidon

## Antagonisty
- alprenolol
- AV965
- BMY-7,378
- cyjanopindolol
- dotaryzyna
- flopropion
- izamoltan
- jodocyjanopindolol
- lekozotan
- Mefway (18F)
- metysergid
- MPPF
- NAN-190
- pindolol
- propranolol
- risperidon
- robalzotan
- SB-649,915
- SDZ-216,525
- spiperon
- spiramid
- spiroksatryna
- WAY-100,135[20]
- WAY-100,635[21]

## Genetyka
Odkryto wiele polimorfizmów pojedynczego nukleotydu w ludzkim genie HTR1A. Badania ich związku z zaburzeniami psychicznymi nie przyniosły wiążących wyników.